# آلان ستبس

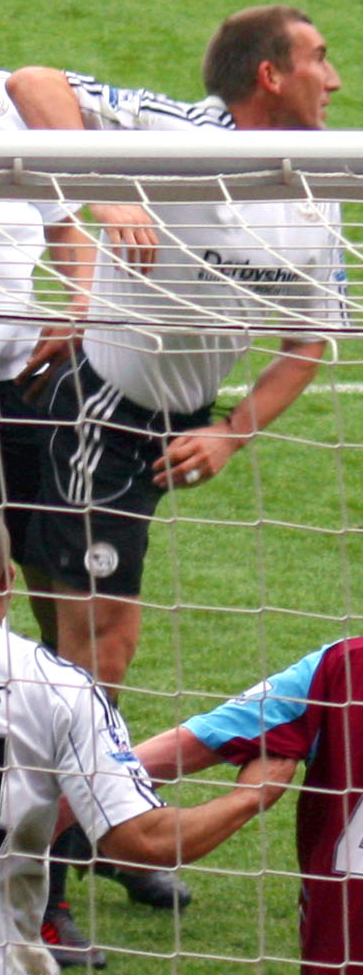
آلان ستبس

آلان روس فارلي ستبس بالإنجليزية: Alan Stubbs)‏، من مواليد 6 أكتوبر 1971 في كيركبي في إنجلترا، لاعب كرة قدم إنجليزي.
بدأ مسيرته الكروية مع نادي بولتون واندرز في عام 1990، ولعب معهم حتى عام 1996، وشارك معهم في 181 مباراة وسجل 9 أهداف، وفي عام 1996 انتقل إلى نادي سيلتك الإسكتلندي، ولعب معهم حتى عام 2001، وشارك معهم في 88 مباراة وسجل 3 أهداف، وفي عام 2001 انتقل إلى نادي إيفرتون، ولعب معهم حتى عام 2005، وشارك معهم في 124 مباراة وسجل 3 أهداف، وفي موسم 2005/2006 انتقل إلى نادي سندرلاند، وشارك معهم في 10 مباريات وسجل هدف واحد، ومنذ عام 2006 وهو يلعب مع نادي إيفرتون.

## روابط خارجية
- آلان ستبس على موقع قاعدة بيانات كرة القدم.إي يو (الإنجليزية)
- آلان ستبس على موقع Soccerbase.com (لاعب) (الإنجليزية)
- آلان ستبس على موقع عالم كرة القدم.نت (الإنجليزية)
- آلان ستبس على موقع كووورة